# Waleri Iwanowitsch Wassiljew
Waleri Iwanowitsch Wassiljew (russisch Валерий Иванович Васильев; * 3. August 1949 in Wolchowo, Oblast Nowgorod, Russische SFSR; † 19. April 2012 in Moskau) war ein sowjetischer Eishockeyspieler (Verteidiger) und Mitglied der IIHF Hall of Fame.

## Karriere
Wassiljews Talent wurde 1967 von Talentspähern des Eishockeyclubs HK Dynamo Moskau in einer Jugendmannschaft entdeckt. Er wurde nach Moskau geholt und spielte für Dynamo bis 1984 in der sowjetischen Liga. 1970 wurde er für die sowjetische Nationalmannschaft aufgestellt und spielte hier bis 1982, zeitweise auch als Mannschaftskapitän. Er beeindruckte durch seine Härte, seine läuferischen Fähigkeiten und durch sein genaues Passspiel.
Mit der sowjetischen Nationalmannschaft gewann er bei Olympischen Winterspielen zwei Goldmedaillen (1972, 1976) und eine Silbermedaille (1980). Bei letztgenanntem Turnier fand das so genannte Miracle on Ice gegen die USA statt, welches die UdSSR 4:3 verlor. Bei den Eishockey-Weltmeisterschaften konnte er mit der Mannschaft insgesamt achtmal den Titel gewinnen (1970, 1973, 1974, 1975, 1978, 1979, 1981, 1982).
Als Vereinsspieler war er weit weniger erfolgreich; er konnte mit Dynamo nie den Sowjetischen Meistertitel erringen, da der HK ZSKA Moskau zu dieser Zeit die Liga beherrschte. 1998 wurde er mit der Aufnahme in die IIHF Hall of Fame geehrt.
Wie sein ehemaliger Club Dynamo Moskau mitteilte, verstarb Wassiljew am 19. April 2012 im Alter von 62 Jahren nach schwerer Krankheit.

## Erfolge und Auszeichnungen
- Goldmedaille bei den Weltmeisterschaften 1970, 1973, 1974, 1975, 1978, 1979, 1981, 1982
- Goldmedaille bei den Olympischen Spielen 1972, 1976
- Medaille „Für heldenmütige Arbeit“ 1975
- Orden des Roten Banners der Arbeit 1978
- Orden der Völkerfreundschaft 1981
- Orden der Ehre 1996
- Orden der Freundschaft 2011
- IIHF Hall of Fame 1998

## Karrierestatistik

### International
(Legende zur Spielerstatistik: Sp oder GP = absolvierte Spiele; T oder G = erzielte Tore; V oder A = erzielte Assists; Pkt oder Pts = erzielte Scorerpunkte; SM oder PIM = erhaltene Strafminuten; +/− = Plus/Minus-Bilanz; PP = erzielte Überzahltore; SH = erzielte Unterzahltore; GW = erzielte Siegtore; 1 Play-downs/Relegation; Kursiv: Statistik nicht vollständig)